# People's Park
People's Park byl park v Berkeley ve státu Kalifornie. Jedná se o pozemek, který v 70. letech 20. století získala Kalifornská univerzita v Berkeley se záměrem postavit zde studentské koleje. V roce 1969 v té době opuštěný pozemek obsadili aktivisté z řad studentů a místních a prostor se na více než 50 let stal místem komunitního setkávání a protestů.

## Historie

### Vznik parku
V červnu 1967 univerzita koupila pozemek o rozloze 2,8 akrů mezi ulicemi Dwight, Haste a Bowditch Street, aby zde vybudovala studentské koleje (podle některých zdrojů zde mělo vzniknout sportovní hřiště). V následujících měsících byly zbořeny existující stavby, další práce ale byly zastaveny kvůli nedostatku financí. Z pozemku se stala plocha plná odpadků a vraků aut, což vyvolalo kritiku místních obyvatel. V dubnu 1969 se v místním undergroundovém tisku Berkeley Barb objevila výzva ke shromáždění na pozemku s cílem vybudovat zde svépomocí park:
| „                                        | HEAR YE, HEAR YE A park will be built this Sunday between Dwight and Haste. The land is owned by the University which tore down a lot of beautiful buildings to build a swamp. [...] We want the park to be a cultural, political, freak out and rap center for the Western World. | SLYŠTE, SLYŠTE Tuto neděli vznikne park mezi Dwigh a Haste Street. Pozemek patří Univerzitě, která zbourala spoustu krásných domů, aby zde postavila bažinu [...] Chceme, aby byl park centrem kultury, politiky, šílenosti a rapu Západního světa. | “ |
| — Signed, Robin Hood's Park Commissioner | | |   |

Tak se stalo 20. dubna, když se na místě sešly stovky místních obyvatel, studentů a umělců. Na místě zanedlouho vznikl park s jezírkem, záhony, dětským hřištěm a uměleckými instalacemi. Univerzita ale po necelých dvou týdnech oznámila pokračování ve stavbě. Někteří zastánci parku se pokoušeli s univerzitou dohodnout na pronájmu pozemku, radikálnější z nich si zrenovovaný pozemek nárokovali. Nakonec byl 14. května 1969 pozemek vyklizen, oplocen a do parku byl zakázán vstup.

### Střety s policií a "Krvavý čtvrtek"

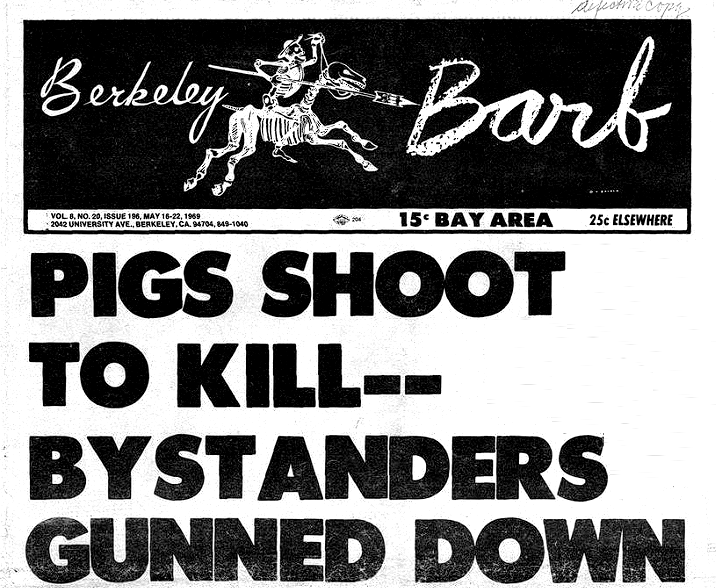
Titulní stránka Berkeley Barb z 16. května 1969

Dne 15. května kolem 5. hodiny ráno bylo vybavení parku zničeno za dohledu policie. V poledne téhož dne se v Berkeley konal protest týkající se konfliktů na Blízkém východě, z něhož se přes 3000 lidí (podle některých zdrojů až 6000) vydalo na pochod k parku po Telegraph Avenue. Po cestě se protestující střetli s asi 250 policisty, na něž házeli kameny a lahve, policie zase na protestující použila slzný plyn a střelbu z brokovnic. Bylo zapáleno několik automobilů, protestující na příslušníky zákona stříkali vodu z požárních hydrantů. Okolo druhé hodiny odpolední byly povolány posily z policejních oddělení San Francisco, San Leandro, Walnut Creek, Oakland, Pacifica a Contra Costa Country. Střety trvaly do šesté hodiny večerní, bylo během nich zraněno oficiálně 43 protestujících a kolemjdoucích, některé zdroje udávají tisíce zraněných slzným plynem a nejméně jednu oběť. Večer 15. května povolal tehdejší kalifornský guvernér Ronald Reagan asi 2700 členů Národní gardy, která ve městě zůstala přibližně následující 2 týdny, a také byl vyhlášen zákaz vycházení. Situace se uklidnila až koncem června, ale univerzita nadále trvala na využití parku pro univerzitní účely.

### Další vývoj

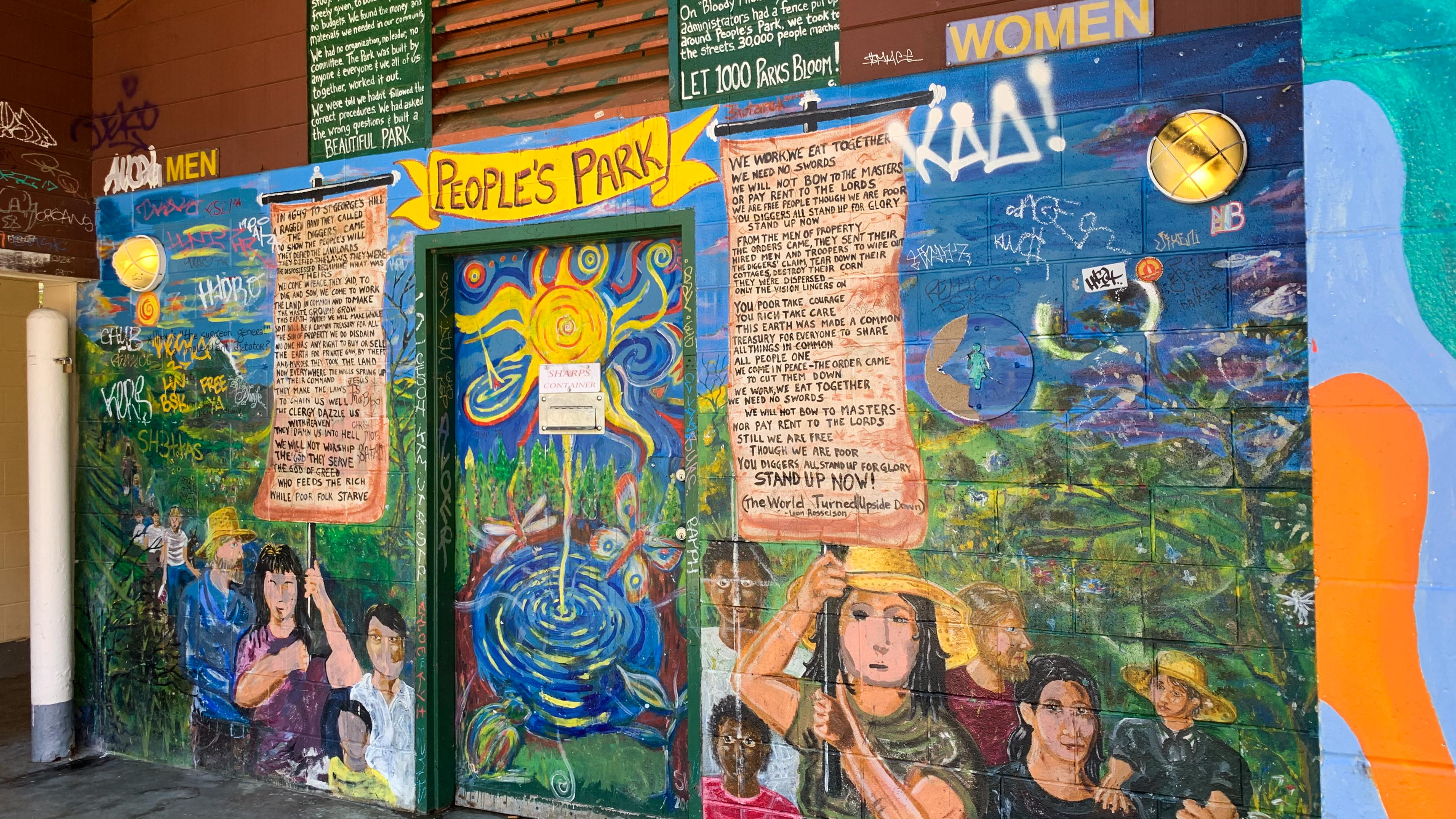
Mural art na veřejných toaletách v parku

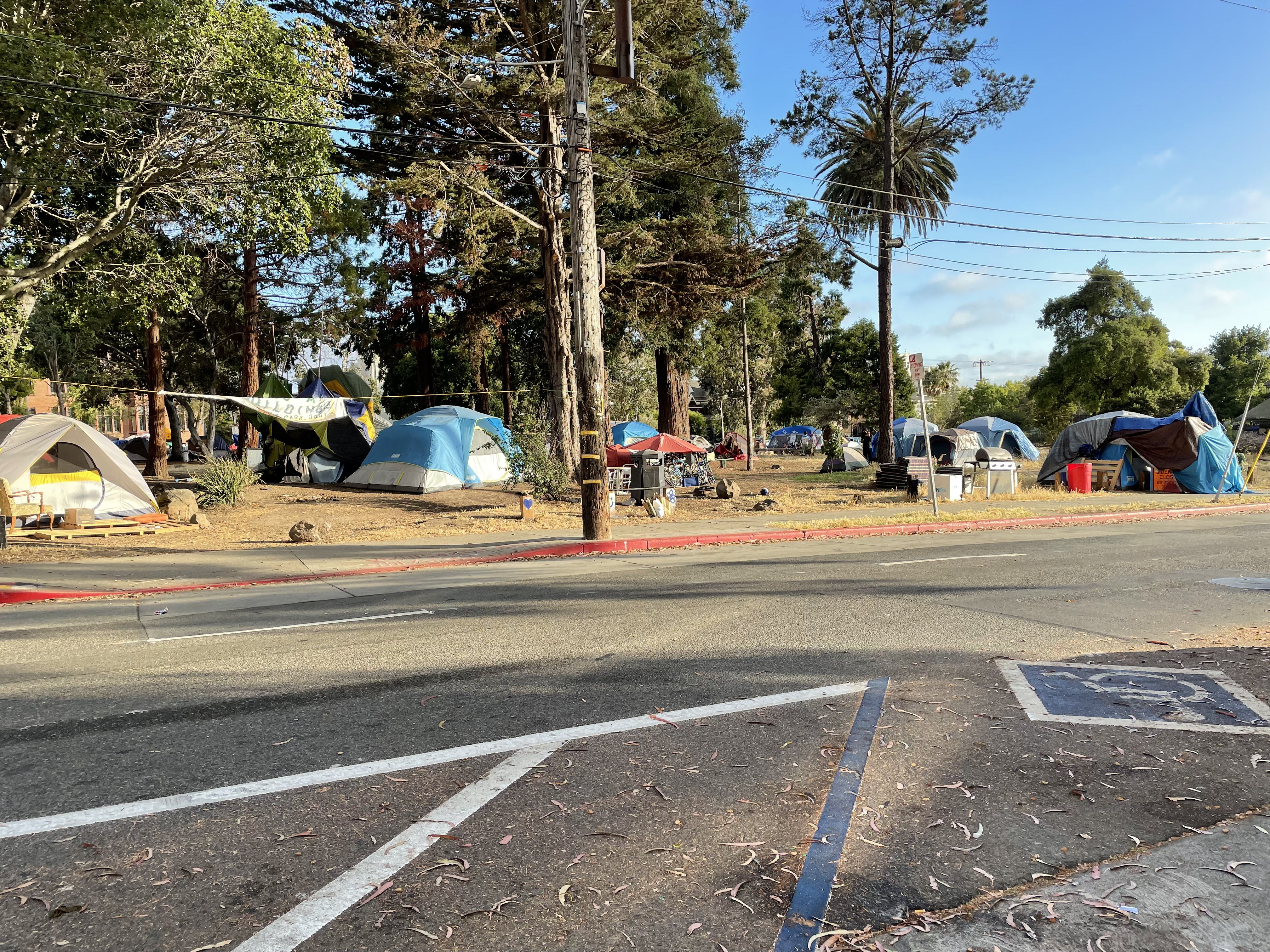
Přístřešky lidí bez domova v parku, červen 2021

V následujících desetiletích fungoval pozemek nadále jako komunitní park. V 80. letech se univerzita na části pozemku pokusila zřídit asfaltové parkoviště, ale studenti asfalt vyrvali ze země a až po týdnech trvajících konfrontacích s policií bylo od záměru opuštěno. V devadesátých letech začal park sloužit jako centrum pro lidi bez domova, bylo zde vydáváno jídlo a oblečení zdarma, konaly se zde koncerty a nadále i politické akce.
Univerzita upustila od záměru postavit zde koleje a místo toho v roce 1991 v parku zřídila volejbalové kurty. Následovaly třídenní střety s policií, kurty se během své existence setkávaly s protesty a vandalismem a nakonec byly v roce 1997 odstraněny.

### Stavba studentských kolejí

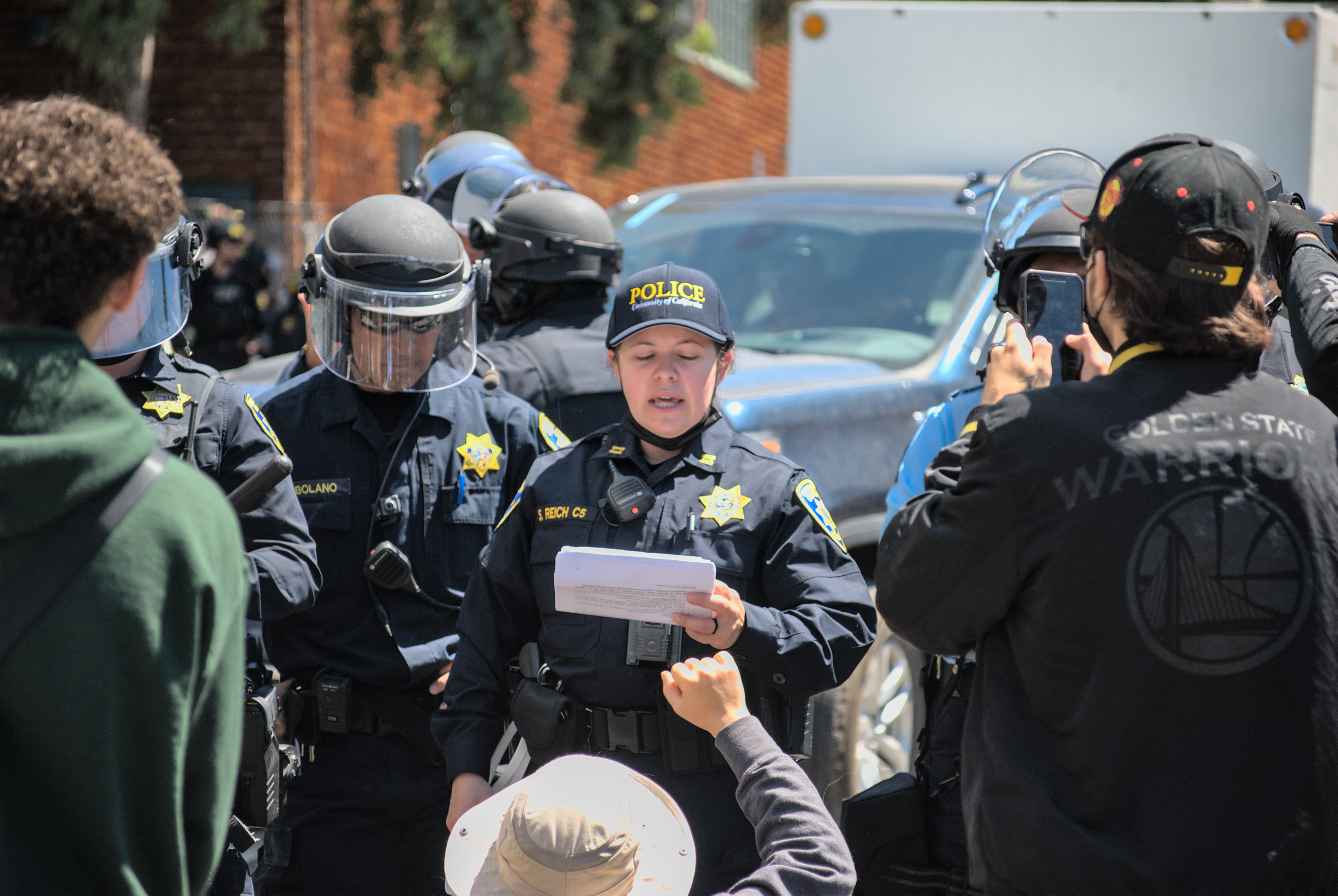
Policie blokuje přístup k parku v roce 2022

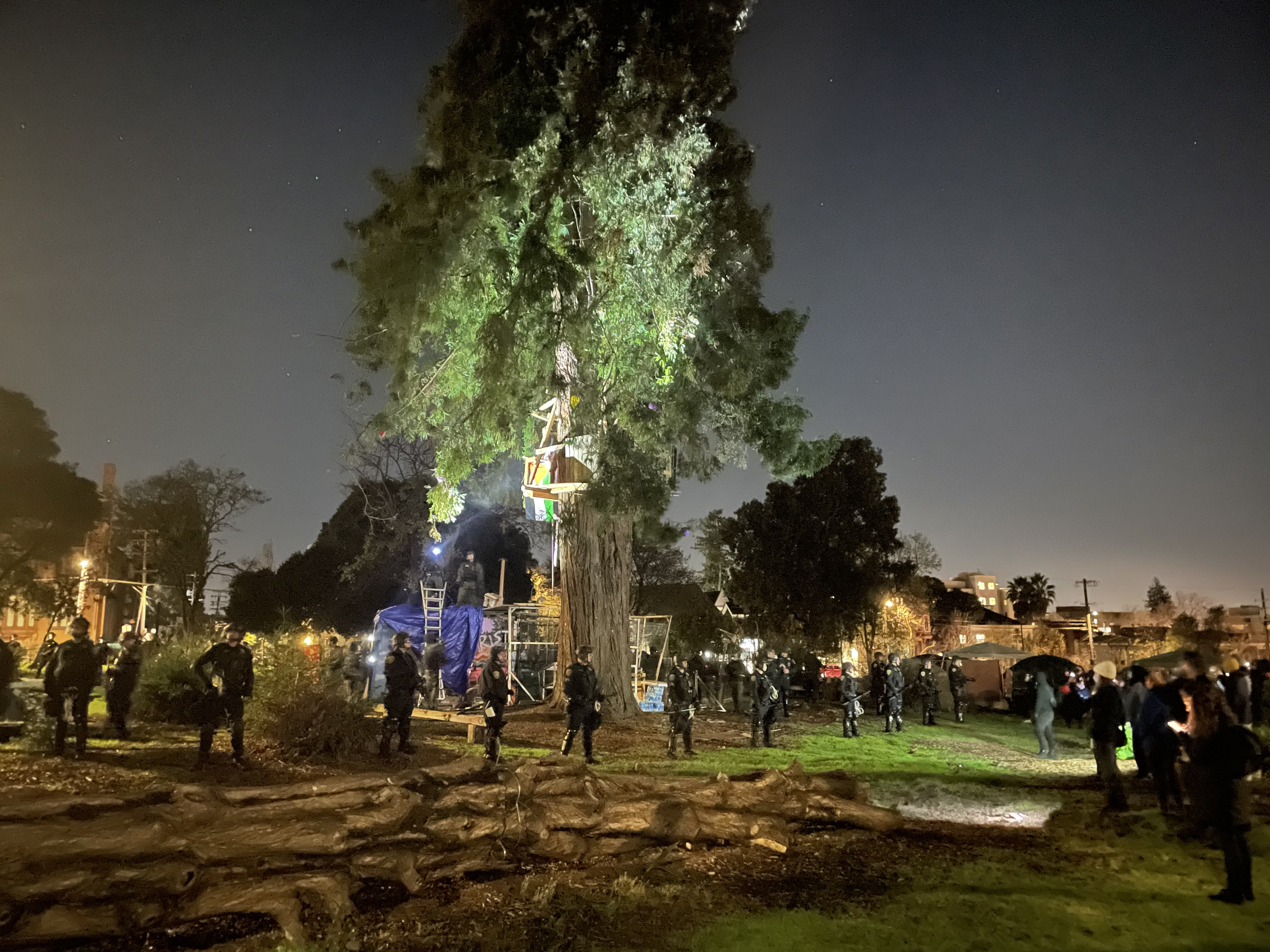
Policie vyklízí park v lednu 2024

V roce 2018 univerzita obnovila záměr postavit zde studentské koleje. V květnu 2022 byl park zaveden do amerického registru historicky významných míst, ale univerzita od svých záměrů neustoupila, což vyvolalo další vlny protestů. Návrh stavby byl také předmětem několika soudních procesů. V lednu 2024 byl pozemek ohrazen kontejnery a oplocen, při protestech bylo zatčeno několik lidí. 6. ledna dal univerzitě za pravdu nejvyšší kalifornský soud a ta tak začala s přípravnými pracemi na stavbě.